# Huarpes
Los huarpes o warpes son un pueblo indígena de Cuyo en Argentina cuyos descendientes homogeneizados se agrupan principalmente en torno a las semidesecadas lagunas de Guanacache, además de configurar un sustrato étnico importante de la población chilena de la zona central, producto de los desplazamientos forzados durante la época colonial. Sus idiomas autóctonos eran el allentiac y el millcayac (véase idiomas huarpes), de los cuales se conservan pocos datos, utilizando sus descendientes el idioma español debido al proceso de asimilación al resto de la sociedad argentina y chilena.

## Historia
Hacia el siglo XV se los encontraba en varias zonas de las futuras provincias argentinas de San Luis, Mendoza y San Juan e incluso en el norte de la provincia de Neuquén. Habitaban desde el río Jáchal (al norte) hasta el río Diamante (al sur), y entre la cordillera de los Andes y el valle de Conlara en San Luis.
Domingo Faustino Sarmiento expresó en su libro Recuerdos de provincia escrito en 1850:

Grande y numerosa era sin duda la nación de los huarpes que habitó los valles de Tulun, Mogna, Jachal y las Llanuras de Guanacache. La tierra estaba en el momento de la Conquista «muy poblada de naturales» dice la probanza (...) El historiador Ovalle, que visitó el Cuyo sesenta años después, habla de una gramática y de un libro de oraciones cristianas en el idioma huarpe, de que no quedan entre nosotros más vestijios que los nombres citados, Puyuta, nombre de un barrio, Angaco, Vicuña, Villicun, Guanacache, y otros pocos (...) Los Huarpes tenían ciudades. Consérvanse sus ruinas en los valles de la cordillera. Cerca de Calingasta en una llanura espaciosa subsisten más de quinientas casas de forma circular, con atrios hacia el Oriente todas, diseminadas en desorden y figurando en su planta, trompas, de aquellas que nuestros campesinos tocan haciendo vibrar con el dedo una lengüeta de acero. En Valle del Zonda en el Cerro Blanco hay las piedras pintadas, vestijios rudos de ensayos en las bellas artes; perfiles de huanacos y otros animales, plantas humanas talladas en la piedra, cual si se hubiese estampado el rastro sobre arcilla blanca. Los médanos y promontorios de tierra suelen dejar escapar de sus flancos, pintadas cántaras de barro, llenas de maíz carbonizado que las viejas sirvientes creen que es oro, encantado para burlar la codicia de los blancos (...) Vivían aquellos pueblos de la pesca en las lagunas de Guanacache, en cuyas orillas permanecen aun reunidos y sin mezclarse sus descendientes los Laguneros; de la siembra del maíz sin duda en Tulun, hoy San Juan, según lo deja sospechar un canal borrado pero discernible aunque sale desde el Albardón, y puede llevar hasta Causete las aguas del río. Últimamente hacia las cordilleras se alimentaban de la caza de las vicuñas, que pacen en manadas a gramilla de los faldeos. Hasta hoy se conservan tradicionalmente las leyes y formalidades de la gran cazería nacional que practicaban los Huarpes todos los años. Nada se ha alterado en las costumbres huarpes sino la introducción del caballo.
Domingo Faustino Sarmiento

## Subgrupos

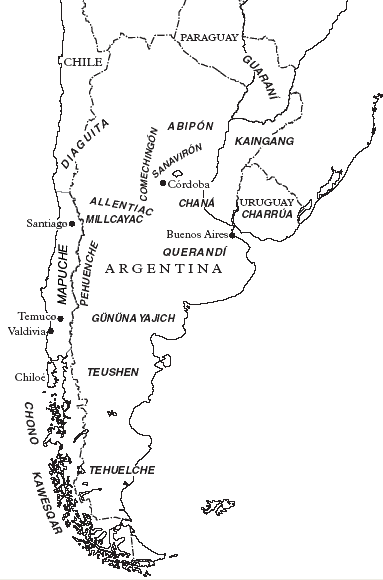
Distribución aproximada de lenguas en el extremo meridional de Sudamérica en tiempos de la Conquista. El allentiac y el millcayac constituyen las dos lenguas huarpes conocidas.

Se dividían en cuatro grandes grupos, correspondiendo cada uno a su situación geográfica y también a diferencias en el lenguaje: 
- huarpes allentiac (en San Juan),
- huarpes millcayac (en el norte de la provincia de Mendoza),
- huarpes chiquillanes, también llamados huarpes algarroberos (en el sur de la provincia de Mendoza) y norte de Neuquén,
- huarpes guanacaches o huanacaches, también llamados «huarpes laguneros» (en el noreste de Mendoza, norte de San Luis y en el sureste de San Juan).

Hasta el siglo XVIII pueden haber sido huarpes las gentes que los mapuches llamaban pewen-che (pehuenches) y que hoy son una parcialidad mapuche, pero se desconoce la lengua que tenían estos «pehuenches antiguos». De ellos se sabe que durante el siglo XVIII avanzaron hacia el noreste, ubicándose en zonas que hoy corresponden a la mayor parte del territorio de la provincia de La Pampa y el sur de las provincias de Córdoba y San Luis formando allí la etnia muy mapuchizada de los ranqueles.

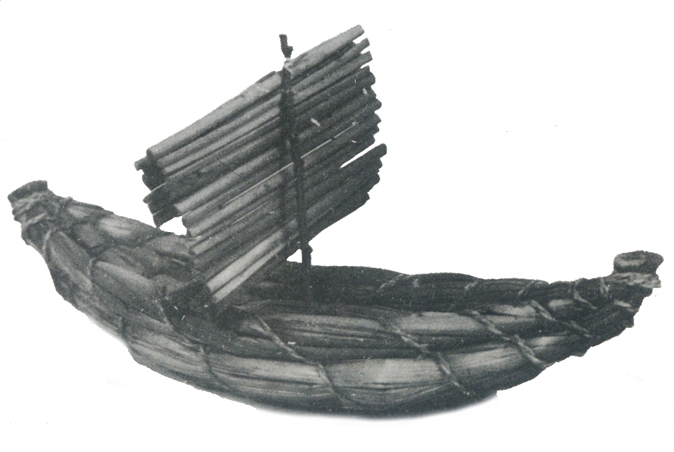
Canoa huarpe.

Sus viviendas podían ser de piedra o de barro y paja, según la zona donde habitaban. Eran sedentarios y dedicados a la cestería. Los huanacaches o «laguneros» llamaban la atención por sus cestas tejidas de un modo que eran impermeables y servíanles así para transportar agua, además confeccionaban ―se puede entender como una variante de cestería― embarcaciones con las que navegaban por las hoy casi desaparecidas lagunas de Guanacache; esas naves eran bastante semejantes a los «caballitos de totora» que aún utilizan los urus para navegar el lago Titicaca (Bolivia-Perú). A esta peculiar cestería se añadía una buena alfarería. Eran pescadores y cazadores, cultivaban la papa[cita requerida] y el maíz de manera rudimentaria, aunque realizando canalizaciones como la que hiciera el cacique Guaymallén en el valle de Huentata (provincia de Mendoza). Recolectaban frutos, especialmente el del alpataco, una de las especies de algarrobo y otros vegetales.
Como otras etnias, los jefes eran polígamos y la calidad de jefe era hereditaria. Practicaban el levirato y el sororato. El primero consiste en que al morir el marido, la viuda y los hijos pasan a depender del hermano menor del fallecido; el segundo, en que al casarse el varón, adquiere el derecho de casarse con las demás hermanas menores de la novia. Es conocido que los huarpes allentiac no seguían en general esta costumbre ―eran monogámicos―, con la única excepción del cacique, quien si tenía permitida la poliginia.
Creían en una divinidad central llamada Hunuc Huar, también adoraron al sol, la Luna, los ríos, el rayo y los luceros (el planeta Venus). Cuando morían eran colocados decúbito dorsal (boca arriba) y con la cabeza dirigida hacia la cordillera, lugar donde moraba Hunuc Huar, su divinidad principal.
El Imperio incaico hacia 1480 sometió el noroeste argentino. En su conquista sometieron a los huarpes de San Juan y a los del extremo norte de Mendoza. Tal territorio era llamado Huentata por los huarpes. El inca Túpac Yupanqui avanzó sobre Cuyo, en donde el cacique Cochagual organizó la resistencia, unió a los huarpes y presentó batalla con un gran ejército, siendo vencido y mal herido. Cochagual con los huarpes allentiac se refugiaron en las lagunas de Guanacache, mientras que los millcayac se quedaron, fueron sometidos y recibieron la influencia cultural inca. Se encontraron forzados a adoptar algunas de las costumbres incaicas, tales como la vestimenta y los cultivos de maíz y quinoa.

## Dispersión del pueblo huarpe
Desaparecieron como grupo étnico distintivo a mediados del siglo XVIII, entre otras causas, por la falta de inmunidad del organismo de los aborígenes contra las enfermedades de los europeos; al sistema de encomiendas impuesto por los españoles y por el cual enviaban a los indígenas cuyanos a trabajar a Chile donde sufrían malos tratos que causaron una importante mortandad. Hacia 1640 la distribución espacial de los indígenas en la región huarpe se había alterado, muchas zonas quedaron despobladas y los que escapaban de ser enviados a trabajar habían huido a zonas de difícil acceso. A finales del siglo XVI Santiago contaba con un número importante de huarpes, dado que Cuyo era parte de la Capitanía General de Chile.
El proceso de mestizaje se vio acrecentado porque generalmente las expediciones españolas de la corriente colonizadora del oeste, no llevaban mujeres. Esto hizo que muchos expedicionarios españoles tomaran mujeres aborígenes como concubinas. Este no fue el caso del capitán Eugenio de Mallea, joven de 32 años que acompañó como segundo al mando al comandante Juan Jufré de Loaysa en la fundación de la ciudad de San Juan el 13 del junio de 1562. Mallea, en lo que parece haber sido el primer matrimonio entre un español y una indígena huarpe, contrajo matrimonio el 20 de mayo de 1562 con la hija de Anta Huarpe, cacique de Angaco. La joven se convirtió al cristianismo siendo bautizada como Teresa de Ascencio. Sin embargo, el matrimonio se celebró, por falta de sacerdote, según los usos indígenas, aunque fue posteriormente reconocido por la Iglesia católica y la corona española.

## Otros datos de interés
Por su contextura física y facial los huarpes son la base para una clasificación de ciertos grupos aborígenes sudamericanos, llamados huárpidos, de tallas bastante elevada y muchas veces barbados. Algunos han supuesto un origen australoide que pareciera inverosímil si la hipótesis Lovrich de una inmigración desde Australasia hace unos 15 000 años no hubiera sido posible. Migración que se habría producido caboteando las costas de la banquisa de hielo que durante la glaciación de Würm puede haber unido Tasmania con el Cono sur. Si esto es cierto, también se explicaría el enigma por el cual los primeros yacimientos arqueológicos de Sudamérica se encuentran en la Patagonia ―sitios Monte Verde y Los Toldos I―. Por otra parte, es casi seguro que la etnia huarpe es la que dejó los antiquísimos yacimientos llamados Morrillos de Ansilta (aunque tal sitio muy probablemente fue inicialmente poblado por una etnia anterior desaparecida). Varios antropólogos consideran a los henia y kamiare, vulgarmente llamados «comechingones», como un grupo muy diferenciado de los huarpes.

### Economía
Eran principalmente cazadores recolectores teniendo sus presas mayores en los guanacos y ñandús y los grandes huevos de estas aves corredoras;  así como otros animales del Cuyo; solían conservar las carnes en forma de charqui (esto casi siempre facilitado por la sequedad de la región cuyana).
Por otra parte en cuanto a alimentos vegetales comían choclo (maíz), y frutos de algarroba que era muy importante en su dieta por lo cual la conservaban en vasijas cerámicas  y de las bayas del mismo árbol obtenían una especie de pan-torta que en Argentina se conoce como patay, igualmente con las vainas de estos Prosopis elaboraban bebidas fermentadas (llamadas hoy alojas y añapas).
Los que habitaban en la cuenca de las entonces grandes lagunas de Guanacache utilizaban las mencionadas balsas de totora de cuatro a 5 metros de eslora para la hasta fines de siglo XIX abundante pesca de bagres y truchas, al mismo tiempo que cazaban aves salvajes de las lagunas (por ejemplo patos).

## Idioma
A veces se considera que los dos idiomas huarpes ―el millcayac y el allentiac― son dos dialectos del mismo idioma. Según el jesuita Luis de Valdivia, el millcayac era la lengua que corría desde la ciudad de Mendoza hacia el sur; según él, se diferenciaba poco de la lengua puelche y la mayoría de los indígenas que vivían desde allí hasta "enfrente de las ciudades de Villarrica y Valdivia" la entendían. El allentiac se hablaba desde la ciudad de San Juan de la Frontera hacia el norte y la entendía la mayoría de los indios que había desde allí hasta "enfrente de la ciudad de Coquimbo".
Con el fin de evangelizar a los huarpes algunos sacerdotes aprendieron su lengua.
En Chile, sobre todo en la ciudad de Santiago, por la gran cantidad de huarpes que habían sido trasladados allí, la tarea fue facilitada por la obra del jesuita Luis de Valdivia quien a fines del siglo XVI escribió dos obras para ayudar al aprendizaje del idioma huarpe y su evangelización. Estas corresponden a una Doctrina Christiana, Cathecismo, Confessionario, Arte y Vocabulario en millcayac y allentiac, que según Valdivia eran las lenguas corrientes en las ciudades cuyanas de Mendoza y San Juan de la Frontera respectivamente.
- Lunlunta, se especula que significa ‘piedra que cae’ o ‘ruido de aguas subterráneas’.

Algunos nombres de caciques huarpes proporcionan datos de la onomástica huarpe:
Angaco
Aucanamon
Azaguate
Cacheuta
Cautacalá
Chapanay
Coinincha
Corocorto
Cuco (luego se transformó en Uco).
Hallay
Huaquinchay
Huazihul
Llaucuma
Maulicao
Panquehua
Pasambay
Pismanta
Quilalibó
Talquenque
Tucuma
Turcupillán
Turinamon
Llancarcu
Guaymaré (luego se transformó en Guaymallén)
El significado de la palabra huarpe sería el de hombre del arenal u hombre del desierto.

## Huarpes actuales
Los huarpes fueron considerados extintos, pero en las últimas décadas del siglo XX comenzaron a recuperar su identidad étnica y cultural y en la zona de las desecadas lagunas de Guanacache varias comunidades huarpes comenzaron a emerger y organizarse. Fue allí donde en la segunda mitad de siglo XIX tuvo su centro la actividad de Santos Guayama considerado un «bandido», a quien se le atribuye linaje huarpe. También en la zona del valle de Zonda es conocida la historia de una mujer bandida conocida como Martina Chapanay, a quien también se le atribuye linaje huárpido.
La Encuesta Complementaria de Pueblos Indígenas (ECPI) 2004-2005, complementaria del Censo Nacional de Población, Hogares y Viviendas 2001, dio como resultado que en todo el país 10 933 personas se reconocieron pertenecientes al pueblo huarpe (9616 en Mendoza, San Juan y San Luis), mientras que otras 3700 se reconocieron descendientes en primera generación de huarpes pero no se consideraron como integrantes del pueblo (3094 en Mendoza, San Juan y San Luis). Considerando ambas categorías, el total de país fue de 14 633 personas, de los cuales 12 710 corresponden a Mendoza, San Juan y San Luis; 1136 a la Ciudad de Buenos Aires y 24 partidos del Gran Buenos Aires; y 787 al resto del país. Un total de 2620 huarpes se hallaban viviendo en comunidades indígenas (2610 en Mendoza, San Juan y San Luis), mientras que 3920 vivían en zonas rurales o localidades con menos de 2000 habitantes (3885 en Mendoza, San Juan y San Luis).
El censo 2010 dio como resultado que se reconocieron o descienden de huarpes 20 001 personas en Mendoza (5824 viviendo en áreas rurales); 5424 en San Juan (1417 viviendo en áreas rurales); 881 en San Luis (187 viviendo en áreas rurales); y 1237 en la Ciudad de Buenos Aires.
Desde 1995 el Instituto Nacional de Asuntos Indígenas (INAI) comenzó a reconocer personería jurídica mediante inscripción en el Registro Nacional de Comunidades Indígenas (Renaci) a comunidades indígenas de Argentina, entre ellas a 13 comunidades huarpes de la provincia de Mendoza, 4 de San Juan y 1 de San Luis:
En la provincia de Mendoza: Comunidad Huarpe Guaytamari (en el departamento Las Heras), Comunidad Huarpe Güentota, Comunidad Aborigen Huarpe José Andrés Díaz, Comunidad Aborigen Huarpe Paula Guaquinchay, Comunidad Aborigen Huarpe Santos Guayama, Comunidad Huarpe Elías Guaquinchay, Comunidad Huarpe Josefa Pérez, Comunidad Huarpe Juan Bautista Villegas, Comunidad Huarpe Juan Manuel Villegas, Comunidad Huarpe Lagunas del Rosario, Comunidad Huarpe Secundino Talquenca, Comunidad Aborigen Huarpe José Ramón Guaquinchay, Comunidad Pinkanta (las 12 en el departamento Genera Lavalle).
En la provincia de San Juan: Comunidad Sawa o Corazón Huarpe, Comunidad Esperanza Huarpe (las 2 en el departamento Sarmiento), Comunidad Huarpe Salvador Talquenca (en el departamento 25 de Mayo), Comunidad Huarpe del Territorio del Cuyum (en el departamento Rivadavia).
En la provincia de San Luis: Comunidad Huarpe de Guanacache (en el departamento Ayacucho).
En cada comunidad las decisiones son tomadas por un consejo de ancianos denominado Ompa, existiendo también consejos de jóvenes llamados Matichan.
En 2004 fue creado el Consejo de Participación Indígena (CPI) dentro del ámbito del INAI, correspondiéndole a los huarpes de Mendoza y San Juan la elección de 2 representantes de cada provincia elegidos en asambleas de autoridades de las comunidades cada 3 años.

### Disputa por el parque nacional Sierra de las Quijadas

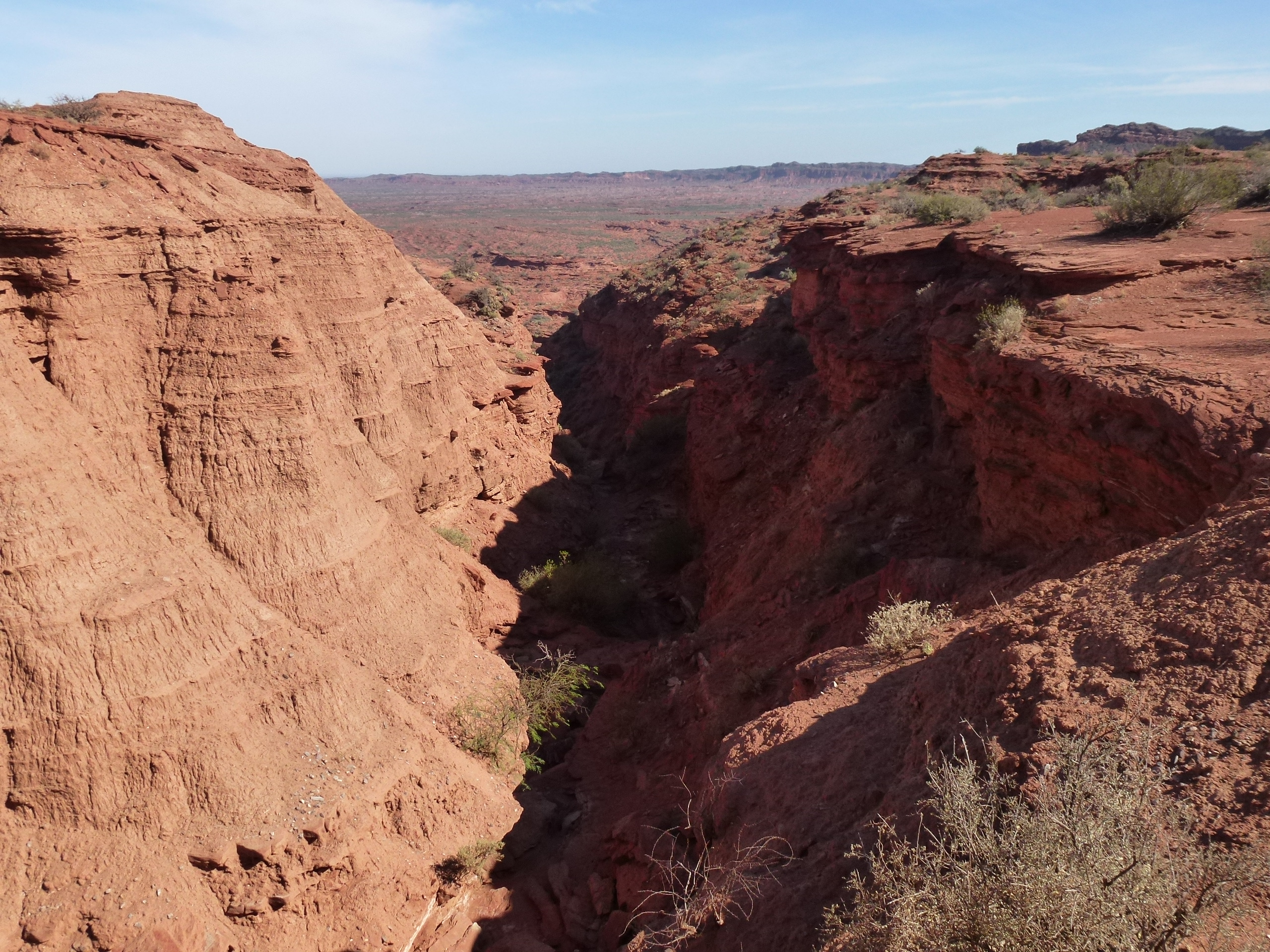
El parque nacional Sierra de las Quijadas, reclamado por el pueblo huarpe.

En septiembre de 2009 representantes de la comunidad Huarpe de Guanacache de San Luis solicitaron al gobernador la restitución de las tierras del parque nacional Sierra de las Quijadas, en donde según antecedentes históricos, sus ancestros habitaron. Ese año el gobernador gestionó la restitución de las tierras ante el gobierno nacional, sin lograrlo.
En 2010 la provincia de San Luis decidió transferir 73 534 ha del área protegida al pueblo huarpe mediante la sanción de la ley provincial Nº V-0721-2010, que declara de utilidad pública, y sujeto a expropiación, los derechos cedidos al estado nacional. El Ministerio de Turismo de la Nación acudió a la Corte Suprema de la Nación con una medida cautelar para evitar el traspaso de las tierras a la comunidad huarpe, la que el 12 de octubre de 2010 dictó una medida cautelar de «no innovar».